# Внешняя политика Сенегала
Внешняя политика Сенегала — это общий курс Сенегала в международных делах. Внешняя политика регулирует отношения Сенегала с другими государствами. Реализацией этой политики занимается министерство иностранных дел Сенегала.

## История
Внешняя политика Сенегала основана на Конституции страны, а также на базе международно-правовых документов. Для Сенегала мир понимается как установление среди всех государств доверительных отношений, воспринимаемых каждым государством как обеспечение собственной безопасности и безопасности других. Эта концепция мира лежит в основе двусторонних отношений Сенегала, который также участвует в многосторонних форумах, где выступает за реформу международных институтов, в частности Совета Безопасности ООН, в целях улучшения глобального управления.
После окончания процесса деколонизации Африки Сенегал последовательно выступает за интеграционные процессы на континенте. Для Сенегала эта интеграция является не только средством внутренней стабильности континента, но и средством максимизации экономических активов Африки с целью создания конкурентных внутренних рынков. Действия Сенегала в поисках согласованных решений конфликтов между государствами многогранны: панафриканская ориентация, определённая главой государства, делает Африку основным приоритетом дипломатии; Африканский союз (АС), который признаётся Сенегалом единственной региональной интеграционной структурой, способной решить проблему глобализации. Инициативы АС по реализации концепта создания Соединённых Штатов Африки являются частью политики Сенегала. В рамках постепенного подхода Сенегал инвестировал средства в субрегиональную и региональную интеграцию, что является предпосылкой для общей континентальной интеграции.
Сенегал придаёт большое значение соблюдению прав человека, поддерживает палестинцев в продолжающемся палестино-израильском конфликте. Сенегал принимал участие в разработке, принятии и вступлении в силу Африканской хартии прав человека и народов, а также поддерживает права африканских женщин. Сенегал проводит активную внешнюю политику и стремится представлять Африку в Совете Безопасности ООН. В то время как Франция является близким союзником по историческим причинам, Сенегал также стремится к союзническим отношениям со странами Ближнего Востока и Китаем, и поддерживает хорошие отношения с Соединёнными Штатами Америки, где проживает большое сенегальское сообщество. В 2003 году президент США Джордж Уокер Буш осуществил краткий визит в Сенегал в начале своего тура по Африке.
Президент Сенегала Абдулай Вад сыграл важную роль в разработке плана возрождения африканского континента, принятого Африканским союзом в 2001 году. Хотя он критиковал этот проект, но по-прежнему поддерживает его реализацию. Абдулай Вад сыграл важную роль в продвижении этой повестки дня в более широком международном сообществе, в том числе на встречах со странами Большой восьмёрки. Сенегал предоставил войска для многочисленных международных операций по поддержанию мира в Либерии, Демократической Республике Конго, Дарфуре и Кот-д’Ивуаре.
Президент Сенегала Леопольд Седар Сенгор выступал за тесные отношения с Францией, а переговоры и компромисс — как лучшее средство разрешения международных разногласий. В значительной степени два последующих президента Сенегала продолжили политику и философию Леопольда Седара Сенгора. Сенегал долгое время поддерживал функциональную интеграцию франкоязычных западноафриканских государств через Западноафриканский экономический и валютный союз. С 1988 по 1989 год Сенегал был членом Совета Безопасности ООН, а в 1997 году был избран в Комиссию ООН по правам человека. Сенегал, дружественный Западу, особенно Франции и Соединённым Штатам, также является активным сторонником увеличения объёма помощи со стороны развитых стран в страны третьего мира.
Сенегал поддерживает в основном тёплые отношения со своими соседями. По многим направлениям с Мавританией был достигнут прогресс в таких областях, как безопасность границ, развитие торговли и возвращение примерно 30 000 беженцев, проживающих в Сенегале. Отношения с Гамбией напряжённые из-за пограничных споров. В 1999 году отношения с Гвинеей-Бисау улучшились после смерти председателя Высшего совета военной хунты Ансумане Мане, который, как считается, помогал повстанцам в ходе конфликта в Казамансе.
Сенегал входит в число 15 стран-членов Экономического сообщества стран Западной Африки (ЭКОВАС), содействующего интеграции и экономическому сотрудничеству в Западной Африке, которое было основано в 1975 году в рамках Лагосского договора. 19 мая 2015 года президент Сенегала Маки Саль вступил в должность, в то время как ЭКОВАС столкнулось с несколькими серьёзными проблемами, включая наступление Боко Харам в Нигерии и соседних странах, а также террористические акты в Бамако и Уагадугу. С мая 2015 года по май 2016 года Маки Саль исполнял обязанности председателя организации ЭКОВАС.
Президент Сенегала Маки Саль, уделяющий много внимания экономическим вопросам, в то же время занимается и проблемами региональной интеграции (является сторонником свободного передвижения людей и товаров). 4 июня 2016 года президент Либерии и лауреат Нобелевской премии мира 2011 года Элен Джонсон-Серлиф сменила Маки Саля на посту председателя ЭКОВАС. Сенегал занимает 4-е место в ЭКОВАС по территории, 4-е место по численности населения, а также 4-е место в рейтинге ИЧР (индекс человеческого развития).
Сенегал поддерживает хорошие отношения с международными донорcкими организациями. В апреле 2006 года истёк срок действия подписанного с МВФ договора ссуды на финансирование мероприятий по сокращению масштабов бедности. В настоящее время Сенегал заключил соглашение о финансовом мониторинге с МВФ (инструмент поддержки политики), которое обеспечивает техническую поддержку его внутренней программе сокращения масштабов нищеты. У Сенегала и Великобритании хорошие отношения, включая частые консультации по панафриканским вопросам. В Великобритании существует сообщество нескольких тысяч сенегальцев. Растёт уровень сотрудничества в области военной подготовки. В 2005 году прошли крупные учения Королевской морской пехоты в Сенегале. Осенью 2006 года в Сенегале и других западноафриканских странах были проведены учения военно-морских сил Великобритании. В 2000 году Дакар использовался в качестве передовой базы для развёртывания вооружённых сил Великобритании в Сьерра-Леоне и являлся пунктом эвакуации для британских и других иностранных граждан. Каждый год Великобритания выделяет небольшое количество стипендий для обучения сенегальских студентов.